# Gymnogramma stelzneri
Gymnogramma stelzneri là một loài dương xỉ trong họ Pteridaceae. Loài này được K.Koch mô tả khoa học đầu tiên năm 1859.
Danh pháp khoa học của loài này chưa được làm sáng tỏ. 